# بيريتراميد
بيريتراميد Piritramide ونجد (R-3365 والأسماء التجارية Dipidolor، Piridolan، Pirium وغيرها) هو مسكن ألم أفيوني اصطناعي، يتم تسويقه في بعض بلدان أوروبا بما في ذلك: النمسا، بلجيكا، الجمهورية التشيكية، ألمانيا وهولندا. وهو يأتي في شكل حر، وفعاليته حوالي x 0.75 ضعف أكثر من المورفين ويعطى بالحقن (عن طريق الحقن) لعلاج آلالام الحادة.
يعطى وريديا بجرعة بدئية 15ملغ, وتكافئ 10ملغ من المورفين هيدروكلورايد. يستخدم لعلاج آلام ما بعد الجراحة، ويمكن أن يستخدم لتسكين الآلام المزمنة. نصف عمره طويل نسبيا من 3 - 12 ساعة. يحدث تثبيط تنفسي بشكل أقل من المورفين. يحتاج مدة من الزمن كي يبدأ تأثيره إذا أخذ عن طريق الفم.

## التاريخ واللوائح التنظيمية
تم تطوير بيريتراميد ونال براءة اختراع من بلجيكا، في يانسن، في عام 1960. وهو جزء مسمى مؤلف من عضوين من اصناف المواد الأفيونية يتم استخدامه سريرياً مع الآخران هما bezitramide - Burgodin. وهو أقرب الأقارب الكيميائية من حيث البنية الهيكلية للبيريتراميد piritramide في الاستخدام السريري ويشمل عائلة ديفينوكسيلات، الفنتانيل (كل إكتشافات يانسن) وإلى حد ما أبعد من ألفا- برودين.
لا يستخدم سريرياً في الولايات المتحدة، بل هو مادة خاضعة للرقابة في الجدول الأول من المخدرات مع DEA ACSCN في 9642 وحصة التصنيع منه صفر.

## الأشكال الصيدلانية
- مضغوطات.
- أمبولات للحقن.

## الآثار الجانبية
- قلق.
- إمساك.
- نعاس.
- دوار.
- عدم انتظام ضربات القلب.

لذلك لا ينصح بقيادة سيارة عند تناوله أو العمل على آلات خطيرة.

## التداخلات الدوائية
- الباربيتورات.
- البنزوديازبينات.
- مثبطات أحادي الأمين أوكسيداز MAO-I.